# Papirus 80
Papirus 80 (według numeracji Gregory-Aland), oznaczany symbolem {\displaystyle {\mathfrak {P}}^{80}} – wczesny grecki rękopis Nowego Testamentu, spisany w formie kodeksu na papirusie. Paleograficznie datowany jest na III wiek. Zawiera fragment Ewangelii według Jana.

## Opis
Zachował się tylko fragment jednej karty Ewangelii według Jana (3,34).
Nomina sacra pisane są skrótami.
Według Alanda jest jednym z jedenastu wczesnych rękopisów Ewangelii według Jana.

## Tekst
Fragment jest zbyt krótki, by ustalić jaką tradycję tekstualną reprezentuje. Kurt Aland zaklasyfikował go do kategorii I (ze względu na datę).

## Historia
Rękopis znaleziono w Egipcie. Opublikowany został przez R. Roca-Puig w 1966 roku. Aland umieścił go na liście rękopisów Nowego Testamentu, w grupie papirusów, dając mu numer 80.
Według Roca-Luic kształty kilku liter są podobne jak w P. Florence 108, bliższe jednak są do dokumentu P. Florence II 148.
Rękopis datowany jest przez INTF na III wiek. Comfort datuje na połowę III wieku.
Cytowany jest w krytycznych wydaniach Nowego Testamentu (NA27).
Obecnie przechowywany jest w bibliotece Fundación Sant Lluc Evangelista (Inv. no. 83) w Barcelonie.